# Marian Andersonová
Marian Andersonová (nepřechýleně Anderson; 27. února 1897, Filadelfie, Pensylvánie, USA – 8. dubna 1993, Portland, Oregon) byla americká zpěvačka, kontraaltistka. 
Ač byla vybavena k opernímu zpěvu, nezpívala příliš v opeře, ale zaměřovala se na koncerty a recitály. Repertoár měla operní, ale nechyběly v něm ani spirituály a lidové písně. Dlouhou dobu, v letech 1940–1965, ji na koncertech doprovázel klavírista Franz Rupp. 
Byla významnou postavou boje za práva černochů v USA, zejména poté, co jí nebylo v roce 1939 dovoleno vystoupit v Daughters of the American Revolution Constitution Hall. První dáma Eleanor Rooseveltová jí vzápětí demonstrativně pozvala na tradiční velikonoční koncert na schodech Lincolnova památníku ve Washingtonu. V roce 1955 se stala první černoškou, která vystoupila na prknech Metropolitní opery v New Yorku (jako Ulrika ve Verdiho opeře Maškerní ples). Zúčastnila se rovněž Pochodu na Washington za práci a svobodu v roce 1963 a vystoupila i na pódiu. Ve stejném roce obdržela Presidential Medal of Freedom. V roce 1973 byla uvedena do Národní ženské síně slávy. Roku 1991 ji byla udělena cena Grammy za celoživotní dílo.

## Vyznamenání
- Prezidentská medaile svobody – USA, 1963
- Zlatá medaile Kongresu – USA, 8. března 1977
- Dobročinný řád afrického osvobození – Libérie[1]